# Coenina collenettei
Coenina collenettei är en fjärilsart som beskrevs av Louis Beethoven Prout 1931. Coenina collenettei ingår i släktet Coenina och familjen mätare. Inga underarter finns listade i Catalogue of Life.